# Nawras
Nawras (arabsky النورس‎) je ománsko-katarská telekomunikační společnost typu joint venture mezi telekomunikačními společnostmi Qtel (Katar) a TDC (Dánsko) a několika dalšími ománskými partnery. Byla založena a registrována jako společnost v roce 2004. V říjnu 2004 obdržela jako druhá v Ománu GSM licensi. Od března 2005 je Nawras druhým mobilním operátorem v zemi spolu s Omantelem. Největším akcionářem je katarským Qtel, který je předním poskytovatelem telekomunikačních služeb ve své zemi a zaměstnává okolo dvou tisíc lidí. Dánská firma TDC poskytuje své služby ve 12 evropských zemích. Mezi ománské partnery patří například penzijní fond Ministerstva obrany nebo penzijní fond Sultánových speciálních sil.